# VIVA World Cup 2006
Viva World Cup 2006 là giải bóng đá, diễn ra tại Occitania từ ngày 20 tháng 11 năm 2006 đến ngày 24 tháng 11 năm 2006.

## Kết quả
| Đội          | Pld | W | D | L | GF | GA | GD  | Pts |
| ------------ | --- | - | - | - | -- | -- | --- | --- |
| Sápmi        | 3   | 3 | 0 | 0 | 24 | 0  | +24 | 9   |
| Monaco       | 3   | 2 | 0 | 1 | 6  | 16 | -10 | 6   |
| Occitania    | 3   | 1 | 0 | 2 | 5  | 10 | -5  | 3   |
| Nam Cameroon | 3   | 0 | 0 | 3 | 0  | 9  | -9  | 0   |

| Monaco | 3–0     | Nam Cameroon |
| ------ | ------- | ------------ |
|        | Xử thua |              |

| Occitania | 0–7      | Sápmi                                                                    |
| --------- | -------- | ------------------------------------------------------------------------ |
|           | Chi tiết | Høgli 22, ?' · Lamøy ?' · Nystrøm ?' · Råstad ?' · Nilssen ?' · Bruer ?' |

| Sápmi | 3–0     | Nam Cameroon |
| ----- | ------- | ------------ |
|       | Xử thua |              |

| Occitania               | 2–3      | Monaco                               |
| ----------------------- | -------- | ------------------------------------ |
| Léglise 51' · Rojas 72' | Chi tiết | Lechner 20' · Platto 53' · Houry 59' |

| Occitania | 3–0     | Nam Cameroon |
| --------- | ------- | ------------ |
|           | Xử thua |              |

| Sápmi | 14–0     | Monaco |
| --- | -------- | ------ |
| Olsen 5', 17', 45', 50' · Nystrøm 12', 16', 23', 28' · Andersen 26' · Råstad 40' · Lamøy 57' · Bruer 66' · Høgli 77' · Johansen 83' | Chi tiết |        |

### Tranh hạng ba
| Occitania | 3–0     | Nam Cameroon |
| --------- | ------- | ------------ |
|           | Xử thua |              |

### Chung kết
| Sápmi | 21–1     | Monaco     |
| --- | -------- | ---------- |
| Olsen 5' · Høgli 7', 20', 40' · Lamøy 32', 39', 51', 55' · Nystrøm 35' · Råstad 38', 45' (ph.đ.) · Bruer 59', 81' · Johansen 62', 65', 88' · Brekke 72' (ph.đ.) · Nilssen 76', 78' · Minde 84' · Eira 87' | Chi tiết | Armita 50' |

#### Vô địch
| Vô địch VIVA World Cup 2006 |
| --------------------------- |
| Sápmi Lần thứ nhất          |